# Blaue Vase aus Pompeji

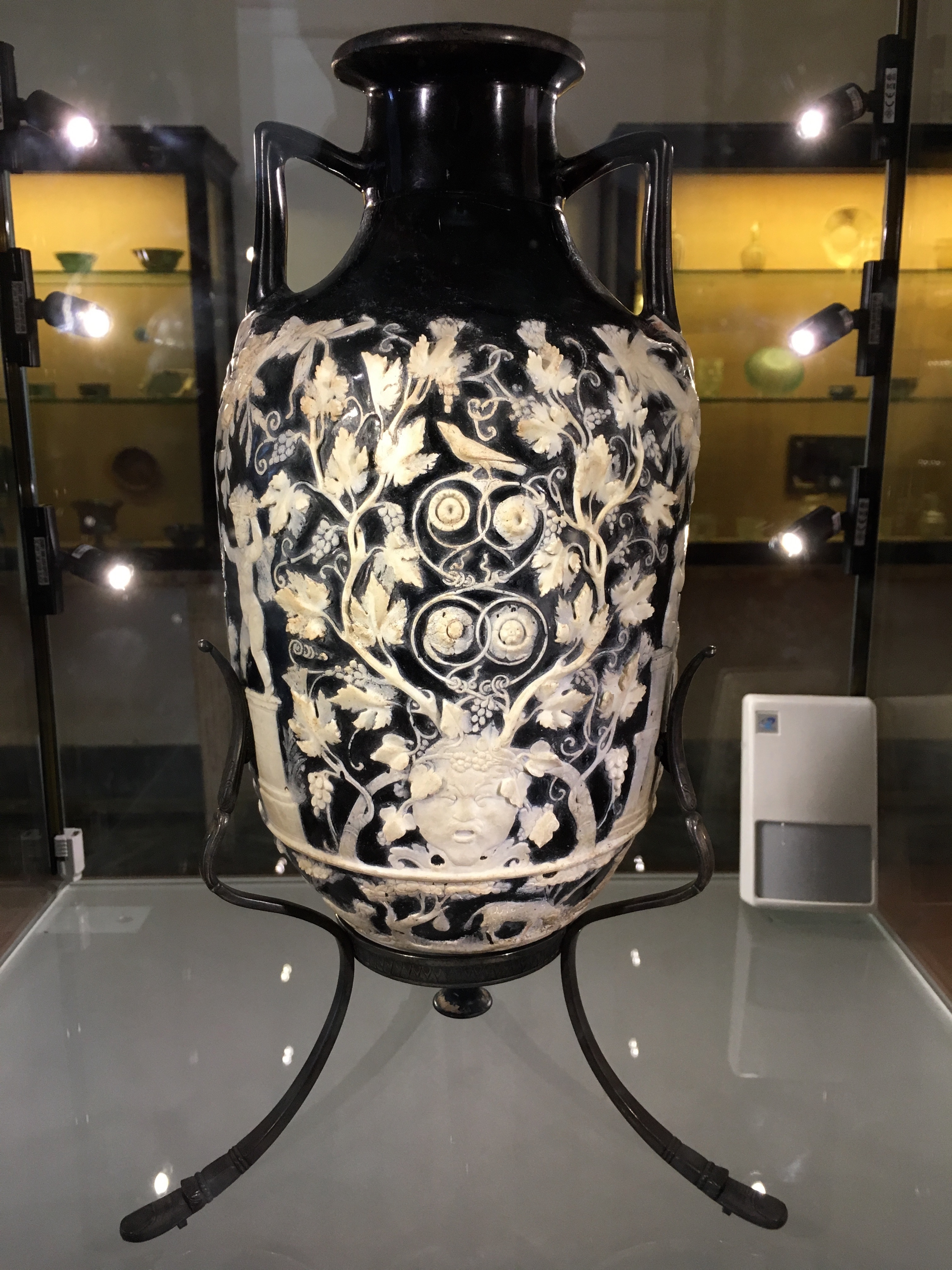
Die „Blaue Vase“ im Archäologischen Nationalmuseum in Neapel, Seite mit der Frauenmaske

Als Blaue Vase, auch Blaue Vase aus Pompeji oder Blaue Kameo-Vase, wird eine antike römische Amphora aus Kameoglas bezeichnet. Sie gehört zu den bedeutendsten Werken ihrer Art und wird nur von der noch bedeutenderen Portlandvase übertroffen. Ihren Namen hat sie aufgrund des dunklen Blau des Glaskörpers, auf dem wie ein weißes Kameorelief dionysische Szenen dargestellt werden.

## Beschreibung und Motiv
Die weitestgehend opake Vase hat eine Höhe von knapp 32 Zentimetern. An der unteren Seite endet sie in einer Knopfbasis. Der Körper hat die Form einer etwas gedrungeneren Eichel ohne Fruchtbecher. Die Henkel setzen an der Mitte des recht kurzen Halses an, werden zunächst aufwärts geführt und knicken auf Höhe des Vasenkörpers scharf nach unten ab und enden an den Vasenschultern.
Die Motive der Vase korrespondieren mit der Nutzung als Weingefäß. Die Schauseiten sind ungewöhnlicherweise auf den Henkelseiten platziert. Auf der Seite A sieht man vier Eroten bei einem dionysischen Mal. Der links stehende Erot wird bei der Traubenlese gezeigt, sein Pendant auf der rechten Seite bringt Trauben, in der einen Hand eine Rispe mit Beeren, auf dem Kopf einen flachen Korb mit weiteren. Während diese beiden flankierenden Eroten auf Säulen stehen, liegt ein dritter auf einer Kline und lehnt mit dem Körper an der rechten Säule. In der linken Hand hält er eine Schale, aus der er mit dem erhobenen rechten Arm Wein einschenkt. Der vierte, dem liegenden Kollegen nach rechts zugewandte Erot sitzt links von diesem auf der Kline und spielt die Lyra. Während sein rechtes Bein locker an der Seite zum Boden baumelt, sitzt er auf dem Fuß des angewinkelten linken Beines.
Die B-Seite zeigt ebenfalls vier Eroten. Erneut bilden zwei Eroten auf Säulen die seitliche Begrenzung. Hier sind die beiden sitzenden Knaben allerdings diejenigen, die nicht mit der Arbeit, sondern dem Vergnügen beschäftigt sind. Der rechte Erot spielt den Doppelaulos, der linke eine Panflöte. In der Mitte steht eine Kelterwanne, in der die rechte der beiden mittleren Figuren steht und im Zuge der Weinherstellung Trauben zertritt. Dabei hält er sich an einem Stab fest, der über ihm hängt. Woher dieser Stab kommt, ist nicht erkennbar. Der vierte Knabe schüttet aus einem Korb weitere Trauben in den Bottich.
Die Bilder sind Teil eines ganzen Schmucksystems, das sehr engmaschig und reichhaltig den gesamten Körper unterhalb des Halses einnimmt. Auf einer Seite gibt es eine Silenmaske, auf der anderen Seite eine weibliche Maske. Diesen entwachsen die Weinranken, die den Gefäßkörper umschlingen. An vielen Stellen sind Weinfrüchte zu sehen, an anderen werden auch Vögel in den Ranken sitzend gezeigt.

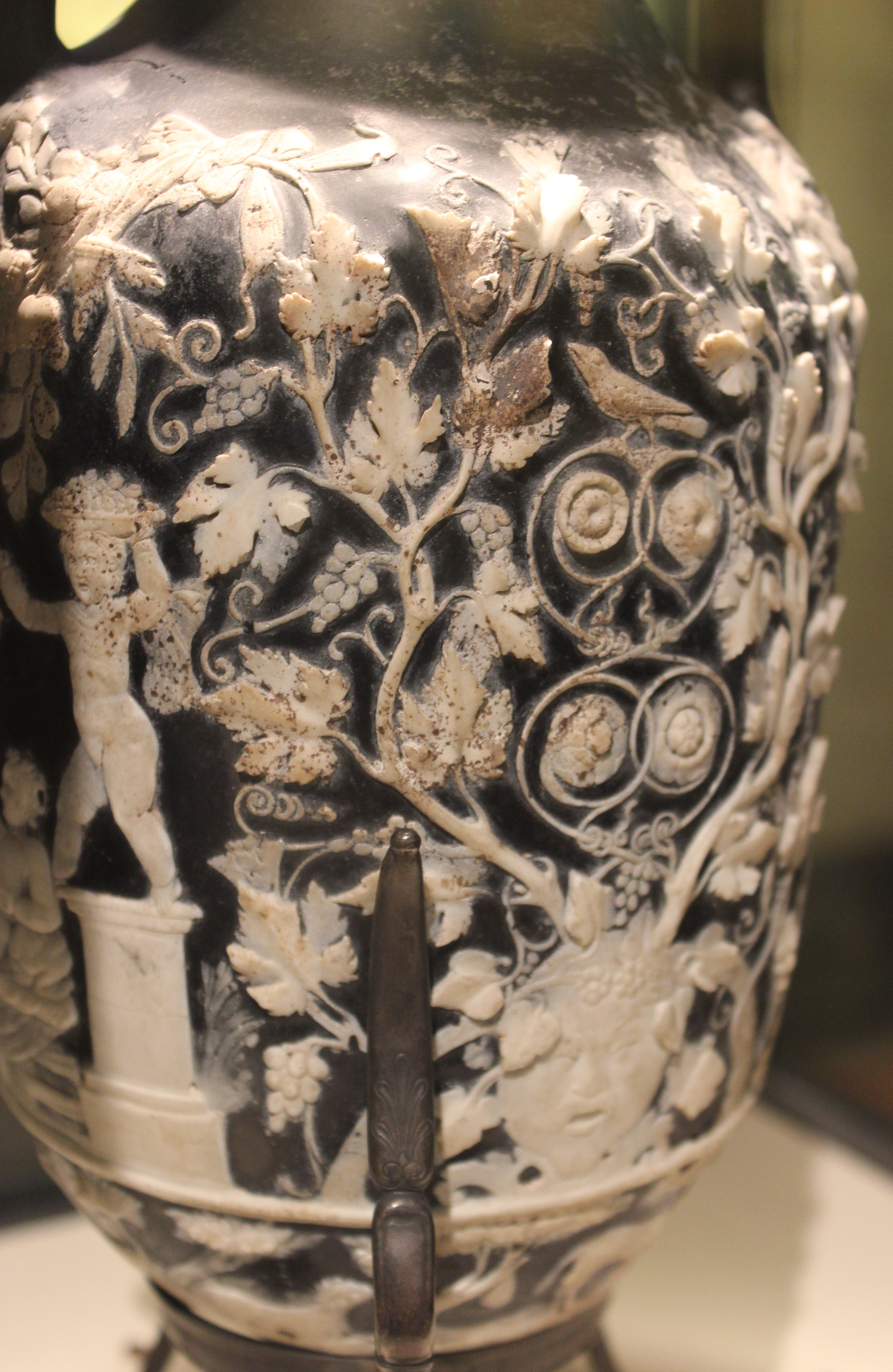
Sichtbare Blasen im weißen Glasdekor

## Fundgeschichte, Provenienz und Erhaltung

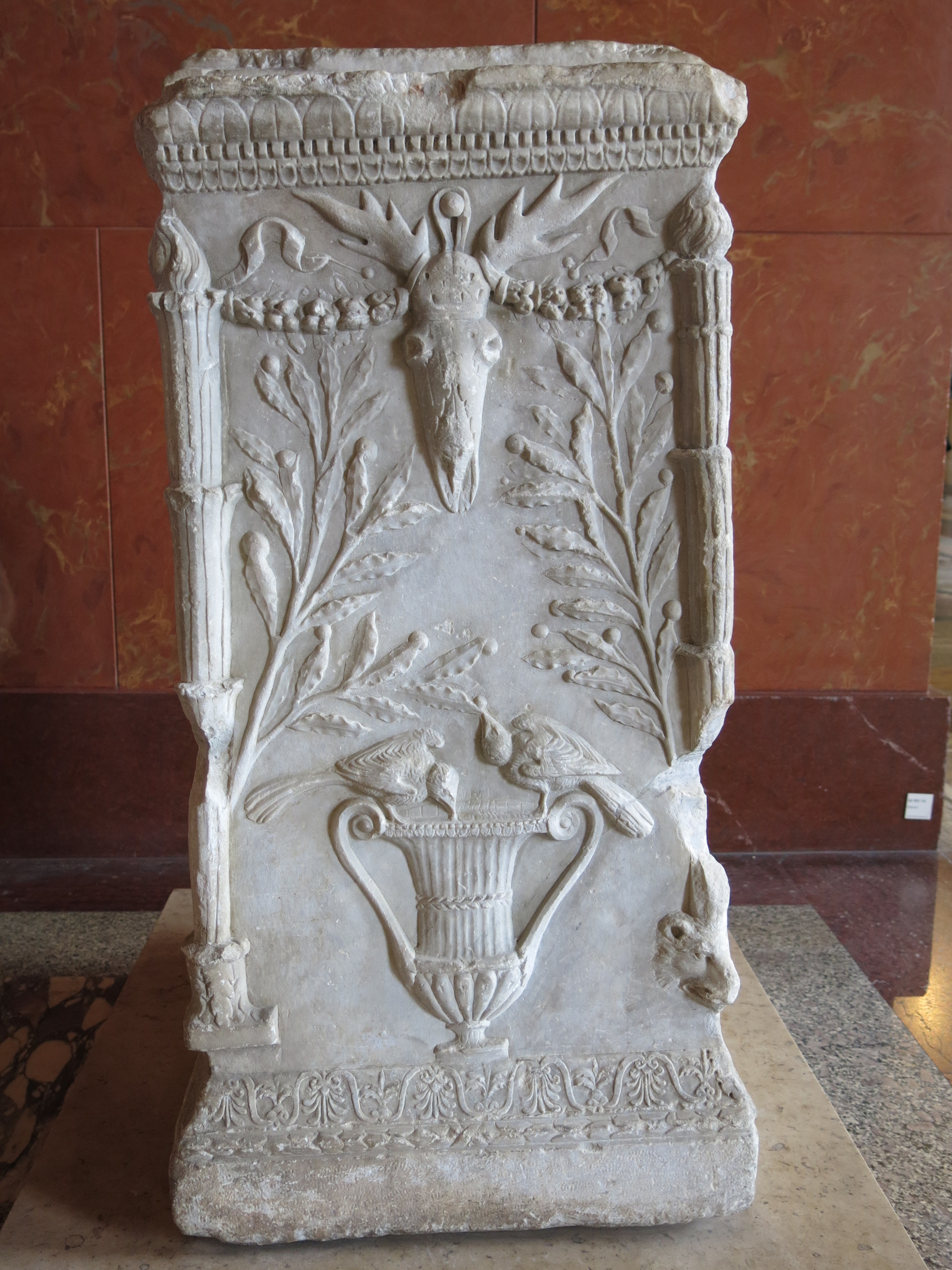
Grabaltar des Amemptus im Louvre

Die Fundgeschichte der Vase ist gut bezeugt. Wahrscheinlich am 29. Dezember 1837, möglicherweise auch schon kurz zuvor, wurde angeblich im Beisein von König Ferdinand II. ein altarförmiges Grab der Nekropole vor dem Herculaner Tor von Pompeji geöffnet. Die Blaue Vase war die wertvollste Beigabe, die man darin gefunden hat. Das Grab ist in die Zeit zwischen dem großen Erdbeben von 62 und dem Untergang von 79 anzusetzen. Wahrscheinlich gehörte das Grab zur Casa delle colonne a mosaico (Haus der Mosaiksäulen). Die Vase gelangte, wie für den Großteil der Funde aus Pompeji zu dieser Zeit üblich, in das zentrale Archäologische Nationalmuseum in Neapel.
Abgesehen von einigen Bruchstellen im unteren Bereich der Vase auf Seiten der Silenmaske, die bis in den rechten Bildbereich der Bildseite B hinein reichen und hier auch das weiße Kameoglas etwas beschädigten, sowie einigen Versinterungen ist die Vase sehr gut erhalten. Schon als Produktionsfehler dürften mehrere offene Blasen im Dekor anzusehen sein.

## Einordnung
Im Allgemeinen wird die Vase in die Gruppe um die Portland-Vase eingeordnet und derselben Werkstatt oder Werkstatt-Tradition zugerechnet. Diese wird allerdings meist in die augusteische Zeit datiert, was entweder für eine längere Werkstatt-Tradition spricht, oder aber darauf zurückzuführen ist, dass die Amphora schon ein Erbstück war. Erika Simon sieht eher eine Nähe zum Grabaltar des Amemptus im Louvre in Paris, der von ihr in das Jahr 41 datiert wird.